# Люсиль (гитара)
Люсиль (англ. Lucille) — серия гитар американского блюзового музыканта Би Би Кинга. Как правило, это гитары чёрного цвета, основаны на гитаре Gibson ES-345TD-SV.

## История Люсиль
Зимой 1949 года Би Би Кинг играл на танцевальной площадке в городе Твист, штат Арканзас. В зале стояла бочка, наполовину наполненная керосином. Её использовали для обогрева помещения во время концертов. Во время выступления двое мужчин, подравшись, опрокинули бочку и разлили горящий керосин по полу. Зал вспыхнул, началась эвакуация. Оказавшись на улице, Кинг понял, что в зале осталась его любимая гитара, и бросился в огонь. На следующий день Би Би Кинг узнал, что мужчины подрались из-за женщины по имени Люсиль. Так появилось название гитары Люсиль, напоминавшее Би Би Кингу о том, что не следует совершать таких поступков, как драка из-за женщины.

## Описание гитары
Би Би Кинг с 1940 года играл на разных гитарах, в том числе из моделей Gibson это были ES-175, ES-330, ES-335 и ES-345. И только в 1980 году было выпущено семейство гитар custom-build ES-335. Сегодня это семейство гитар выпускается точно в таком же исполнении, на котором играл сам Би Би Кинг. Хотя гитару можно было бы отнести к арктопам, корпус современной custom-built не имеет характерных для ES-335 F-отверстий, также установлен струнодержатель с тонкой подстройкой. Корпус выполнен из клёна. Гриф выполнен из клёна, традиционной для Gibson округлой формы, имеет 22 лада, мензура составляет 24 ¾ дюйма. Гитара выполняется в традиционном для Би Би Кинга чёрном цвете (Ebony) и вишневом (Cherry). Голова грифа украшена надписью B.B.King.
Вся фурнитура покрыта позолотой. Корпус также оборудован бриджем Nashville Tune-o-matic и струнодержателем TP-6, имеет 2 регулятора громкости, 2 регулятора тона, переключатель Vari-tone, 3-х позиционный переключатель, моно- и стереоразъемы.
Гитара поставляется в оригинальном кейсе Gibson Custom и с сертификатом подлинности.